# Leucostele (botanique)
Ce genre botanique ne doit pas être confondu avec Leucostele, un genre de mollusques gastéropodes de la famille des Assimineidae.
Genre
Leucostele est un genre de plantes à fleurs sud-américaines de la famille des Cactacées.

## Répartition
Les espèces de ce genre sont originaires du Nord-Ouest de l'Argentine, de la Bolivie et du centre et du Nord du Chili.

## Description
Dans sa publication de 1953, Backeberg donne la définition suivante pour ce genre : 

« Plantes colonnaires, fortes, légèrement ramifiées, atteignant deux mètres de haut ou plus, avec de nombreuses côtes ; épines dentelées ; fleurs diurnes, trichocéréoïdes, mais un peu plus petites ; tube laineux avec des soies à l'aisselle. »

## Liste des espèces
Selon Plants of the World online (POWO) (18 août 2025) :
- Leucostele atacamensis (Phil.) Schlumpb. - espèce type
- Leucostele bolligeriana (Mächler & Helmut Walter) Schlumpb.
- Leucostele chiloensis (Colla) Schlumpb.
- Leucostele deserticola (Werderm.) Schlumpb.
- Leucostele faundezii (Albesiano) Schlumpb.
- Leucostele litoralis (Johow) P.C.Guerrero & Helmut Walter
- Leucostele nigripilis (Phil.) P.C.Guerrero & Helmut Walter
- Leucostele pectinifera (Albesiano) Schlumpb.
- Leucostele skottsbergii (Backeb. ex Skottsb.) P.C.Guerrero & Helmut Walter
- Leucostele terscheckii (J.Parm. ex Pfeiff.) Schlumpb.
- Leucostele tunariensis (Cárdenas) Schlumpb.
- Leucostele undulosa (Albesiano) Schlumpb.
- Leucostele werdermanniana (Backeb.) Schlumpb.

## Systématique
Le nom correct complet (avec auteur) de ce taxon est Leucostele Backeb.,. Son espèce type est Leucostele rivierei, qui a été par la suite synonymisée sous le taxon Leucostele atacamensis subsp. atacamensis.

### Étymologie
Le nom générique, Leucostele, est la combinaison en grec ancien de λευκός (leukós), « blanc », et de στόλος (stólos), « colonne », et fait référence à « la couleur blanche éclatante de ce grand Cereus, notamment sur la partie supérieure de ses longues épines ».

### Publication originale
- (de + la) Curt Backeberg, « Leucostele Backbg. n. g », Kakteen und andere Sukkulenten, vol. 4, no 3,‎ décembre 1953, p. 36-41 (ISSN 0022-7846, lire en ligne).